# 维拉泽伊
维拉泽伊（法語：Virazeil，法語發音：[viʁazɛj]）是法国洛特-加龙省的一个市镇，位于该省西部，属于马尔芒德区。

## 地理
维拉泽伊（44°30'26"N, 0°13'7"E）面积19.87 平方千米，位于法国新阿基坦大区洛特-加龍省，该省份为法国西南部内陆省份，北起多爾多涅省，西接吉倫特省和朗德省，南至热尔省，东临塔恩-加龙省和洛特省。
与维拉泽伊接壤的市镇（或旧市镇、城区）包括：埃斯卡斯福尔、特雷克河畔比拉克、马尔芒德、皮米克朗、圣帕尔杜迪布勒伊、塞什。

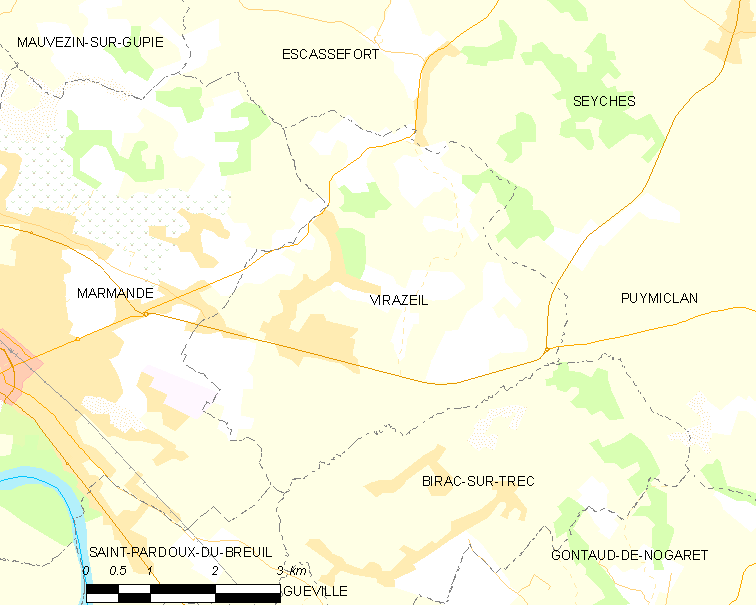
维拉泽伊的OSM定位图

维拉泽伊的时区为UTC+01:00、UTC+02:00（夏令时）。

## 行政
维拉泽伊的邮政编码为47200，INSEE市镇编码为47326。

## 政治
维拉泽伊所属的省级选区为马尔芒德第二县。

## 人口

1962-2008年间维拉泽伊人口变化图示

维拉泽伊于2022年1月1日时的人口数量为1696人。